# Michael Lecky
Michael Lecky (nascido em 12 de novembro de 1952) é um ex-ciclista olímpico jamaicano. Representou sua nação em três eventos nos Jogos Olímpicos de Verão de 1972.